# Államok vezetőinek listája 2010-ben
Ezen az oldalon a 2010-ben fennálló államok vezetőinek névsora olvasható földrészek, majd országok szerinti bontásban.

## Európa
| Ország                                             | Államfő | Kormányfő |
| -------------------------------------------------- | --- | --- |
| Albánia · köztársaság                              | Bamir Topi (2007–2012), lista | Sali Berisha (2005–2013), lista |
| Andorra · parlamentáris társhercegség              | Nicolas Sarkozy (2007–2012), lista Joan-Enric Vives i Sicília (2003–), lista Társhercegek listája | Jaume Bartumeu Cassany (2009–2011), lista |
| Ausztria · szövetségi köztársaság                  | Heinz Fischer (2004–2016), lista | Werner Faymann (2008–2016), szövetségi kancellár lista |
| Azerbajdzsán · köztársaság                         | İlham Əliyev (2003–), lista · * Hegyi-Karabah Köztársaság · Bako Szahakjan (2007–2020), lista | Artur Rasizade (2003–2018), lista · * Hegyi-Karabah Köztársaság · Arajik Harutjunjan (2007–2018), lista |
| Belgium · parlamentáris monarchia                  | II. Albert király (1993–2013) | Yves Leterme (2009–2011), lista |
| Bosznia-Hercegovina · szövetségi köztársaság       | A háromtagú Elnökség elnöke * Bosznia-hercegovinai Föderáció Borjana Krišto (2007–2011), lista * Bosznia-hercegovinai Szerb Köztársaság Rajko Kuzmanović (2007–2010) Milorad Dodik (2010–2018), lista * Nemzetközi főképviselő Valentin Inzko (2009–2021)                                                                       | Nikola Špirić (2007–2012), lista * Bosznia-hercegovinai Föderáció Mustafa Mujezinović (2009–2011), lista * Bosznia-hercegovinai Szerb Köztársaság Milorad Dodik (2006–2010) Anton Kasipović (2010–2011), lista |
| Bulgária · köztársaság                             | Georgi Parvanov (2002–2012), lista | Bojko Boriszov (2009–2013), lista |
| Ciprus · köztársaság                               | Dimítrisz Hrisztófiasz (2008–2013), lista · * Észak-Ciprus · Mehmet Ali Talat (2005–2010) · Dervis Eroglu (2010–2015), elnök | elnök tölti be a kormányfői posztot is · * Észak-Ciprus · Dervis Eroglu (2009–2010) · Irsen Küçük (2010–2013), miniszterelnök |
| Csehország · köztársaság                           | Václav Klaus (2003–2013), lista | Jan Fischer (2009–2010) Petr Nečas (2010–2013), lista |
| Dánia · parlamentáris monarchia                    | II. Margit királynő (1972–2024) | Lars Løkke Rasmussen (2009–2011), lista · * Feröer · Kaj Leo Johannesen (2008–2015), lista · * Grönland · Kuupik Kleist (2009–2013), lista |
| Egyesült Királyság · parlamentáris monarchia       | II. Erzsébet királynő (1952–2022) | Gordon Brown (2007–2010) · David Cameron (2010–2016), lista · * Észak-Írország · Peter Robinson (2008–2015), első miniszter · * Skócia · Alex Salmond (2007–2014), első miniszter · * Wales · Carwyn Jones (2009–2018), első miniszter · * Gibraltár Egyesült Királyság külbirtoka · Adrian Johns (2009–2013), kormányzó · Peter Caruana (1996–2011), főminiszter |
| Észtország · köztársaság                           | Toomas Hendrik Ilves (2006–2016), lista | Andrus Ansip (2005–2014), lista |
| Fehéroroszország · köztársaság                     | Aljakszandr Lukasenka (1994–), lista | Szjarhej Szidorszki (2003–2010) Mihail Mjasznyikovics (2010–2014), lista |
| Finnország · köztársaság                           | Tarja Halonen (2000–2012), lista | Matti Vanhanen (2003–2010) · Mari Kiviniemi (2010–2011), lista · * Åland · Viveka Eriksson (2007–2011) |
| Franciaország · köztársaság                        | Nicolas Sarkozy (2007–2012), lista | François Fillon (2007–2012), lista |
| Görögország · köztársaság                          | Karolosz Papuliasz (2005–2015), lista * Athosz-hegyi Köztársaság autonóm vallási terület I. Bartolomeosz (1991–), Konstantinápoly ökumenikus patriarkája | Jórgosz Papandréu (2009–2011), lista |
| Grúzia · köztársaság                               | Miheil Szaakasvili (2008–2013), lista · * Abházia · Szergej Bagaps (2005–2011), lista · * Dél-Oszétia · Eduard Kokojti (2001–2011), lista | Nikoloz Gilauri (2009–2012), lista · * Abházia · Alekszander Ankvab (2005–2010) · Szergej Samba (2010–2011), lista · * Dél-Oszétia · Vagyim Brovcev (2009–2012), lista |
| Hollandia · parlamentáris monarchia                | Beatrix királynő (1980–2013) | Jan Peter Balkenende (2002–2010) Mark Rutte (2010–2024), lista |
| Horvátország · köztársaság                         | Stjepan Mesić (2000–2010) Ivo Josipović (2010–2015), lista | Jadranka Kosor (2009–2011), lista |
| Izland · köztársaság                               | Ólafur Ragnar Grímsson (1996–2016), lista | Jóhanna Sigurðardóttir (2009–2013), lista |
| Írország · köztársaság                             | Mary McAleese (1997–2011), lista | Brian Cowen (2008–2011), lista |
| Koszovó · köztársaság · nemzetközi igazgatás alatt | Fatmir Sejdiu (2006–2010) Jakup Krasniqi (2010–2011), lista * ENSZ-megbízott Lamberto Zannier (2008–2011) | Hashim Thaçi (2008–2014), lista |
| Lengyelország · köztársaság                        | Lech Kaczyński (2005–2010) Bronisław Komorowski (2010–2015), lista | Donald Tusk (2007–2014), lista |
| Lettország · köztársaság                           | Valdis Zatlers (2007–2011), lista | Valdis Dombrovskis (2009–2014), lista |
| Liechtenstein · alkotmányos monarchia              | II. János Ádám herceg (1989–) | Klaus Tschütscher (2009–2013), lista |
| Litvánia · köztársaság                             | Dalia Grybauskaitė (2009–2019), lista | Andrius Kubilius (2008–2012), lista |
| Luxemburg · parlamentáris monarchia                | Henrik nagyherceg (2000–) | Jean-Claude Juncker (1995–2013), lista |
| Észak-Macedónia · köztársaság                      | Gjorge Ivanov (2009–2019), lista | Nikola Gruevszki (2006–2016), lista |
| Magyarország · köztársaság                         | Sólyom László (2005–2010) Schmitt Pál (2010–2012), lista | Bajnai Gordon (2009–2010) Orbán Viktor (2010–), lista |
| Málta · köztársaság                                | Ġorġ Abela (2009–2014), lista | Lawrence Gonzi (2004–2013), lista |
| Moldova · köztársaság                              | Mihai Ghimpu (2009–2010) · Marian Lupu (2010–2012), lista · * Dnyeszter Menti Köztársaság · Igor Szmirnov (1990–2011), kombinált lista · * Găgăuzia · Mihail Formuzal (2006–2015) | Vlad Filat (2009–2013), lista |
| Monaco · alkotmányos monarchia                     | II. Albert herceg (2005–) | Jean-Paul Proust (2005–2010) Michel Roger (2010–2016), lista |
| Montenegró · köztársaság                           | Filip Vujanović (2003–2018), lista | Milo Đukanović (2008–2010) Igor Luksić (2010–2012), lista |
| Németország · szövetségi köztársaság               | Hors Köhler (2004–2010) Christian Wulff (2010–2012), lista | Angela Merkel (2005–2021), lista |
| Norvégia · parlamentáris monarchia                 | V. Harald király (1991–) | Jens Stoltenberg (2005–2013), lista |
| Olaszország · köztársaság                          | Giorgio Napolitano (2006–2015), lista | Silvio Berlusconi (2008–2011), lista |
| Oroszország · szövetségi köztársaság               | Dmitrij Medvegyev (2008–2012), lista | Vlagyimir Putyin (2008–2012), lista |
| Örményország · köztársaság                         | Szerzs Szargszján (2008–2018), lista | Tigran Szargszjan (2008–2014), lista |
| Portugália · köztársaság                           | Aníbal Cavaco Silva (2006–2016), lista | Jose Sócrates (2005–2011), lista |
| Románia · köztársaság                              | Traian Băsescu (2004–2014), lista | Emil Boc (2008–2012), lista |
| San Marino · köztársaság                           | Francesco Mussoni és Stefano Palmieri (2009–2010) Marco Conti és Glauco Sansovini (2010) Giovanni Francesco Ugolini és Andrea Zafferani (2010–2011), Régenskapitányok | a két régenskapitány egyben kormányfő is |
| Spanyolország · parlamentáris monarchia            | I. János Károly király (1975–2014) | José Luis Rodríguez Zapatero (2004–2011), lista |
| Svájc · konföderáció                               | Szövetségi Tanács * Moritz Leuenberger (1995–2010) * Micheline Calmy-Rey (2002–2011) * Hans-Rudolf Merz (2003–2010) * Doris Leuthard (2006–2018), elnök * Eveline Widmer-Schlumpf (2008–2015) * Ueli Maurer (2009–2022) * Didier Burkhalter (2009–2017) * Johann Schneider-Ammann (2010–2018) * Simonetta Sommaruga (2010–2022) | A Szövetségi Tanács látja el a kormányzati feladatokat is |
| Svédország · parlamentáris monarchia               | XVI. Károly Gusztáv király (1973–) | Fredrik Reinfeldt (2006–2014), lista |
| Szerbia · köztársaság                              | Boris Tadić (2003–2012), lista | Mirko Cvetković (2008–2012), lista |
| Szlovákia · köztársaság                            | Ivan Gašparovič (2004–2014), lista | Robert Fico (2006–2010) Iveta Radičová (2010–2012), lista |
| Szlovénia · köztársaság                            | Danilo Türk (2007–2012), lista | Borut Pahor (2008–2012), lista |
| Ukrajna · köztársaság                              | Viktor Juscsenko (2005–2010) Viktor Janukovics (2010–2014), lista * Krím Anatolij Pavlovics Hricenko (2006–2010) Volodimir Andrijovics Konsztantinov (2010–2014) | Julija Timosenko (2007–2010) Mikola Azarov (2010–2014), lista * Krím Viktor Taraszovics Plakida (2006–2010) Vaszil Dzsarti (2010–2011), lista |
| Vatikán · teokratikus monarchia                    | XVI. Benedek pápa (2005–2013) | Tarcisio Bertone (2006–2013), lista |

## Afrika
| Ország                                        | Államfő | Kormányfő |
| --------------------------------------------- | --- | --- |
| Algéria · köztársaság                         | Abd el-Azíz Buteflíka (1999–2019), lista | Ahmed Újahía (2008–2012), lista |
| Angola · köztársaság                          | José Eduardo dos Santos (1979–2017), lista | Paulo Kassoma (2008–2010), lista |
| Benin · köztársaság                           | Yayi Boni (2006–2016), lista | elnök tölti be a kormányfői beosztást is                                                                                                |
| Bissau-Guinea · köztársaság                   | Malam Bacai Sanhá (2009–2012), lista | Carlos Gomes Júnior (2009–2012), lista                                                                                                  |
| Botswana · köztársaság                        | Ian Khama (2008–2018), lista | elnök tölti be a kormányfői beosztást is                                                                                                |
| Burkina Faso · köztársaság                    | Blaise Compaoré (1987–2014), lista | Tertius Zongo (2007–2011), lista |
| Burundi · köztársaság                         | Pierre Nkurunziza (2005–2020), lista | elnök tölti be a kormányfői posztot is                                                                                                  |
| Comore-szigetek · köztársaság                 | Ahmed Abdallah Mohamed Sambi (2006–2011), lista * Anjouan Moussa Toybou (2008–2011), lista * Grande Comore Mohamed Abdoulwahab (2007–2011), lista * Mohéli Mohamed Ali Száid (2007–2016), lista                         | elnök tölti be a kormányfői posztot is                                                                                                  |
| Csád · köztársaság                            | Idriss Déby (1990–2021), lista | Juszuf Száleh Abbász (2008–2010) Emmanuel Nadingar (2010–2013), lista                                                                   |
| Dél-afrikai Köztársaság · köztársaság         | Jacob Zuma (2009–2018), lista | elnök tölti be a kormányfői beosztást is                                                                                                |
| Dzsibuti · köztársaság                        | Ismail Omar Guelleh (1999–), lista | Dileita Mohamed Dileita (2001–2013), lista                                                                                              |
| Egyenlítői-Guinea · köztársaság               | Teodoro Obiang Nguema Mbasogo (1979–), lista | Ignacio Milam Tang (2008–2012), lista                                                                                                   |
| Egyiptom · köztársaság                        | Hoszni Mubárak (1981–2011), lista | Ahmed Nazíf (2004–2011), lista |
| Elefántcsontpart · köztársaság                | Laurent Gbagbo (2000–2011), lista | Guillaume Soro (2007–2012), lista |
| Eritrea · köztársaság                         | Isaias Afewerki (1991–), lista | elnök tölti be a kormányfői posztot is                                                                                                  |
| Etiópia · köztársaság                         | Girma Wolde-Giorgis (2001–2013), lista | Meles Zenawi (1995–2012), lista |
| Gabon · köztársaság                           | Ali Bongo Ondimba (2009–2023), lista | Paul Biyoghé Mba (2009–2012), lista |
| Gambia · köztársaság                          | Yahya Jammeh (1994–2017), lista | elnök tölti be a kormányfői posztot is                                                                                                  |
| Ghána · köztársaság                           | John Atta Mills (2009–2012), lista | elnök tölti be a kormányfői posztot is                                                                                                  |
| Guinea · köztársaság                          | Sékouba Konaté (2009–2010) Alpha Condé (2010–2021), lista | Kabiné Komara (2008–2010) Mohamed Said Fofana (2010–2015), lista                                                                        |
| Kamerun · köztársaság                         | Paul Biya (1982–), lista | Philemon Yang (2009–2019), lista |
| Kenya · köztársaság                           | Mwai Kibaki (2002–2013), lista | Raile Odinga (2008–2022) |
| Kongói Köztársaság · köztársaság              | Denis Sassou-Nguesso (1997–), lista | az elnök látja el a miniszterelnöki teendőket                                                                                           |
| Kongói Demokratikus Köztársaság · köztársaság | Joseph Kabila (2001–2019), lista | Adolphe Muzito (2008–2012) lista |
| Közép-afrikai Köztársaság · köztársaság       | François Bozizé (2003–2013), lista | Faustin Archange Touadéra (2008–2013), lista                                                                                            |
| Lesotho · alkotmányos monarchia               | III. Letsie király (1996–) | Pakalitha Mosisili (1998–2012), lista                                                                                                   |
| Libéria · köztársaság                         | Ellen Johnson-Sirleaf (2006–2018), lista | elnök tölti be a kormányfői posztot is                                                                                                  |
| Líbia köztársaság                             | Moammer Kadhafi (1969–2011), valódi országvezető Imbarek Sámekh (2009–2010) Muhammad Abul-Kászim al-Zváj (2010–2011), névleges államfő                                                                                  | Bagdádi Mahmúdi (2006–2011), lista |
| Madagaszkár · köztársaság                     | Andry Rajoelina (2009–2014), az Átmeneti Főhatóság elnöke , lista | Albert Camille Vital (2009–2011), lista                                                                                                 |
| Malawi · köztársaság                          | Bingu wa Mutharika (2004–2012), lista | elnök tölti be a kormányfői posztot is                                                                                                  |
| Mali · köztársaság                            | Amadou Toumani Touré (2002–2012), lista | Modibo Sidibé (2007–2011), lista |
| Marokkó · alkotmányos monarchia               | VI. Mohammed király (1999–) · * Nyugat-Szahara · Mohamed Abd el-Azíz (1976–2016) | Abbász el-Faszi (2007–2011), lista · * Nyugat-Szahara · Abd el-Káder Táleb Umar (2003–2018), lista                                      |
| Mauritánia · köztársaság                      | Mohamed Uld Abdel Aziz tábornok (2008–2019), a Legfelsőbb Nemzeti Tanács vezetője, lista | Mulaje Uld Mohamed Lagdaf (2008–2014), lista                                                                                            |
| Mauritius · köztársaság                       | Anerood Jugnauth (2003–2012), lista * Rodrigues Johnson Roussety (2006–2011), főbiztos | Navin Ramgoolam (2005–2014), lista * Rodrigues Jean-Claude Pierre-Louis (2004–2010) Joseph Ah-Leong Chang-Siow (2010–2012), főminiszter |
| Mozambik · köztársaság                        | Armando Guebuza (2005–2015), lista | Luisa Diogo (2004–2010) Aires Ali (2010–2012), lista                                                                                    |
| Namíbia · köztársaság                         | Hifikepunye Pohamba (2005–2015), lista | Nahas Angula (2005–2012), lista |
| Niger · köztársaság                           | Tandja Mamadou (1999–2010) Salou Djibo (2010–2011), lista | Ali Badjo Gamatié (2009–2010) Mahamadou Danda (2010–2011), lista                                                                        |
| Nigéria · köztársaság                         | Umaru Yar’Adua (2007–2010) Goodluck Jonathan (2010–2015), lista | elnök tölti be a kormányfői posztot is                                                                                                  |
| Ruanda · köztársaság                          | Paul Kagame (2000–), lista | Bernard Makuza (2000–2011), lista |
| São Tomé és Príncipe · köztársaság            | Fradique de Menezes (2003–2011), lista | Joaquim Rafael Branco (2008–2010) Patrice Trovoada (2010–2012), lista * Príncipe (régió) José Cassandra (2006–2020), kormányfő          |
| Seychelle-szigetek · köztársaság              | James Michel (2004–2016), lista | elnök tölti be a kormányfői posztot is                                                                                                  |
| Sierra Leone · köztársaság                    | Ernest Bai Koroma (2007–2018), lista | elnök tölti be a kormányfői posztot is                                                                                                  |
| Szenegál · köztársaság                        | Abdoulaye Wade (2000–2012), lista | Szulejmané Ndéné Ndiajé (2009–2012), lista                                                                                              |
| Szomália · köztársaság                        | Sejk Sárif Sejk Áhmed (2009–2012), lista · * Szomáliföld · Dahir Riyale Kahin (2002–2010) · Ahmed Mohamed Silanyo (2010–2017), Szomáliföld elnöke · * Puntföld · Abdirahman Mohamed Farole (2009–2014), Puntföld elnöke | Omár Abdirasíd Ali Sármárke (2009–2010) Mohamed Abdullahi Mohamed (2010–2011), lista                                                    |
| Szudán · köztársaság                          | Omar el-Basír (1989–2019), lista | elnök tölti be a kormányfői posztot is                                                                                                  |
| Szváziföld · abszolút monarchia               | III. Mswati király (1986–) | Barnabas Sibusiso Dlamini (2008–2018), lista                                                                                            |
| Tanzánia · köztársaság                        | Jakaya Kikwete (2005–2015), lista · * Zanzibár · Amani Abeid Karume (2000–2010), elnök · Ali Mohamed Shein (2010–2020), elnök                                                                                           | Mizengo Pinda (2008–2015), lista · * Zanzibár · Shamsi Vuai Nahodha (2000–2010), főminiszter                                            |
| Togo · köztársaság                            | Faure Gnassingbé (2005–2025), lista | Gilbert Houngbo (2008–2012), lista |
| Tunézia · köztársaság                         | Zín el-Ábidín ben Ali (1987–2011), lista | Mohammed Gannúsi (1999–2011), lista |
| Uganda · köztársaság                          | Yoweri Museveni (1986–), lista | Apolo Nsibambi (1999–2011), lista |
| Zambia · köztársaság                          | Rupiah Banda (2008–2011), lista | elnök tölti be a kormányfői posztot is                                                                                                  |
| Zimbabwe · köztársaság                        | Robert Mugabe (1987–2017), lista | Morgan Tsvangirai (2009–2013), lista |
| Zöld-foki Köztársaság · köztársaság           | Pedro Pires (2001–2011), lista | José Maria Neves (2001–2016), lista |

## Dél-Amerika
| Ország                  | Államfő                                                                 | Kormányfő                                                          |
| ----------------------- | ----------------------------------------------------------------------- | ------------------------------------------------------------------ |
| Argentína · köztársaság | Cristina Fernández de Kirchner (2007–2015), lista                       | elnök tölti be a kormányfői posztot is                             |
| Bolívia · köztársaság   | Evo Morales (2006–2019), lista                                          | elnök tölti be a kormányfői posztot is                             |
| Brazília · köztársaság  | Luiz Inácio Lula da Silva (2003–2011), lista                            | elnök tölti be a kormányfői posztot is                             |
| Chile · köztársaság     | Michelle Bachelet Jeria (2006–2010) Sebastián Piñera (2010–2013), lista | elnök tölti be a kormányfői posztot is                             |
| Ecuador · köztársaság   | Rafael Correa Delgado (2007–2017), lista                                | elnök tölti be a kormányfői posztot is                             |
| Guyana · köztársaság    | Bharrat Jagdeo (1999–2011), lista                                       | Sam Hinds (1999–2015), lista                                       |
| Kolumbia · köztársaság  | Álvaro Uribe (2002–2010) Juan Manuel Santos (2010–2018), lista          | elnök tölti be a kormányfői posztot is                             |
| Paraguay · köztársaság  | Fernando Lugo (2008–2012), lista                                        | elnök tölti be a kormányfői posztot is                             |
| Peru · köztársaság      | Alan García Pérez (2006–2011), lista                                    | Javier Velásquez (2009–2010) José Antonio Chang (2010–2011), lista |
| Suriname · köztársaság  | Ronald Venetiaan (2000–2010) Dési Bouterse (2010–2020), lista           | elnök tölti be a kormányfői posztot is                             |
| Uruguay · köztársaság   | Tabaré Vázquez (2005–2010) José Mujica (2010–2015), lista               | elnök tölti be a kormányfői posztot is                             |
| Venezuela · köztársaság | Hugo Chávez (1999–2013), lista                                          | elnök tölti be a kormányfői posztot is                             |

## Észak- és Közép-Amerika
| Ország                                                                                        | Államfő | Kormányfő                                                                        |
| --------------------------------------------------------------------------------------------- | --- | -------------------------------------------------------------------------------- |
| Amerikai Egyesült Államok                                                                     | Barack Obama (2009–2017), lista · * Puerto Rico · Az USA társult állama · Luis Fortuño (2009–2013), lista · * Amerikai Virgin-szigetek · Az USA társult állama · John de Jongh kormányzó, (2007–2014), lista | elnök tölti be a kormányfői posztot is                                           |
| Anguilla · Nagy-Britannia tengerentúli területe                                               | II. Erzsébet királynő Anguilla királynője Alistair Harrison (2009–2013), kormányzó | Osbourne Fleming (2000–2010) Hubert Hughes (2010–2015), lista                    |
| Antigua és Barbuda · parlamentáris monarchia                                                  | II. Erzsébet Antigua és Barbuda királynője (1981–2022) Louise Lake-Tack (2007–2014), főkormányzó | Baldwin Spencer (2004–2014), lista                                               |
| Aruba · parlamentáris monarchia                                                               | Beatrix holland királynő Aruba királynője (1980–2013) Fredis Refunjol (2004–2017), főkormányzó | Mike Eman (2009–), lista                                                         |
| Bahama-szigetek · parlamentáris monarchia                                                     | II. Erzsébet királynő a Bahama-szigetek királynője (1973–2022) Arthur Dion Hanna (2006–2010) Sir Arthur Foulkes (2010–2014), főkormányzó                                                                     | Hubert Ingraham (2007–2012), lista                                               |
| Barbados · parlamentáris monarchia                                                            | II. Erzsébet királynő Barbados királynője, (1966–2021) Clifford Husbands (1996–2011), főkormányzó | David Thompson (2008–2010) Freundel Stuart (2010–2018), lista                    |
| Belize · parlamentáris monarchia                                                              | II. Erzsébet királynő Belize királynője (1981–2022) Colville Young (1993–2021), főkormányzó | Dean Barrow (2008–2020), lista                                                   |
| Bermuda · Nagy-Britannia külbirtoka                                                           | II. Erzsébet királynő Bermuda királynője (1968–2022) Richard Gozney (2007–2012), kormányzó | Evart Brown (2006–2010) Paula Cox (2010–2012), lista                             |
| Costa Rica · köztársaság                                                                      | Óscar Arias Sánchez (2006–2010) Laura Chinchilla (2010–2014), lista | elnök tölti be a kormányfői posztot is                                           |
| Curaçao · a Holland Királyság társult állama, · 2010. október 10-től                          | Beatrix holland királynő Curaçao királynője, (2010–2013) Frits Goedgedrag (2010–2012), főkormányzó | Gerrit Schotte (2010–2012), lista                                                |
| Dominikai Közösség · köztársaság                                                              | Nicholas Liverpool (2003–2012), lista | Roosevelt Skerrit (2004–), lista                                                 |
| Dominikai Köztársaság · köztársaság                                                           | Leonel Fernández (2004–2012), lista | elnök tölti be a kormányfői posztot is                                           |
| Salvador · köztársaság                                                                        | Mauricio Funes (2009–2014), lista | elnök tölti be a kormányfői posztot is                                           |
| Grenada · parlamentáris monarchia                                                             | II. Erzsébet királynő Grenada királynője (1974–2022) Carlyle Glean (2008–2013), főkormányzó | Tillman Thomas (2008–2013), lista                                                |
| Guatemala · köztársaság                                                                       | Álvaro Colom (2008–2012), lista | elnök tölti be a kormányfői posztot is                                           |
| Haiti · köztársaság                                                                           | René Préval (2006–2011), lista | Jean-Max Bellerive (2009–2011), lista                                            |
| Holland Antillák · Hollandia külterülete · A Holland Antillák 2010. október 10-én felbomlott. | Beatrix királynő Hollandia királynője (1980–2010) Frits Goedgedrag (2002–2010), kormányzó | Emily de Jongh-Elhage (2006–2010), lista                                         |
| Honduras · köztársaság                                                                        | Roberto Micheletti (2009–2010) Porfirio Lobo (2010–2014), lista | elnök tölti be a kormányfői posztot is                                           |
| Jamaica · parlamentáris monarchia                                                             | II. Erzsébet királynő Jamaica királynője (1962–2022) Patrick Allen (2009–), főkormányzó | Bruce Golding (2007–2011), lista                                                 |
| Kanada · parlamentáris monarchia                                                              | II. Erzsébet királynő Kanada királynője (1952–2022) Michaëlle Jean (2005–2010) David Johnston (2010–2017), főkormányzó                                                                                       | Stephen Harper (2006–), lista                                                    |
| Kuba · népköztársaság                                                                         | Fidel Castro (1965–2011), pártfőtitkár Raúl Castro (2006–2018), elnök | Raúl Castro (2006–2018), lista                                                   |
| Mexikó · köztársaság                                                                          | Felipe Calderón (2006–2012), lista | elnök tölti be a kormányfői posztot is                                           |
| Montserrat · az Egyesült Királyság tengerentúli területe                                      | Peter Waterworth (2007–2011), kormányzó | Reuben Meade (2009–2014), lista                                                  |
| Nicaragua · köztársaság                                                                       | Daniel Ortega (2007–), lista | elnök tölti be a kormányfői posztot is                                           |
| Panama · köztársaság                                                                          | Ricardo Martinelli (2009–), lista | elnök tölti be a kormányfői posztot is                                           |
| Saint Kitts és Nevis · parlamentáris monarchia                                                | II. Erzsébet királynő Szent Kitts és Nevis királynője (1983–2022) Sir Cuthbert Sebastian (1996–2012), főkormányzó * Nevis Eustace John (1994–2017), főkormányzó-helyettes                                    | Denzil Douglas (1995–2015), lista * Nevis Joseph Parry (2006–2013), főminiszter  |
| Saint Lucia · parlamentáris monarchia                                                         | II. Erzsébet királynő Szent Lucia királynője (1979–2022) Dáma Pearlette Louisy (1997–2017), főkormányzó | Stephenson King (2007–2011), lista                                               |
| Saint-Pierre és Miquelon Franciaország külbirtoka                                             | Jean-Régis Borius (2009–2011), prefektus | Stéphane Artano (2006–2017), Saint Pierre és Miquelon területi tanácsának elnöke |
| Saint Vincent és a Grenadine-szigetek · parlamentáris monarchia                               | II. Erzsébet királynő Saint Vincent királynője (1979–2022) Sir Frederick Ballantyne (2002–2019), főkormányzó                                                                                                 | Ralph Gonsalves (2001–), lista                                                   |
| Sint Maarten · a Holland Királyság társult állama, · 2010. október 10-től                     | Beatrix holland királynő Sint Maarten királynője (2010–2013) Eugene Holiday (2010–2022), főkormányzó | Sarah Wescot-Williams (2010–2014), lista                                         |
| Trinidad és Tobago · köztársaság                                                              | George Maxwell Richards (2003–2013), lista | Patrick Manning (2001–2010) Kamla Persad-Bissessar (2010–2015), lista            |
| Turks- és Caicos-szigetek · az Egyesült Királyság külbirtoka                                  | Gordon Wetherell (2008–2011), lista |                                                                                  |

## Ázsia
| Ország                                       | Államfő | Kormányfő |
| -------------------------------------------- | --- | --- |
| Afganisztán · köztársaság                    | Hámid Karzai (2001–2014), lista | elnök tölti be a kormányfői posztot is                                                                                                  |
| Bahrein · alkotmányos monarchia              | Hamad király (1999–) | Halífa ibn Szalmán Ali Halífa (1970–2020), lista                                                                                        |
| Banglades · köztársaság                      | Zillur Rahman (2009–2013), lista | Haszina Vazed (2009–), lista |
| Bhután · abszolút monarchia                  | Dzsigme Keszar Namgyal Vangcsuk király (2006–), | Dzsigme Thinley (2008–2018), lista |
| Brunei · abszolút monarchia                  | Hassanal Bolkiah szultán (1967–) | a szultán tölti be a kormányfői posztot is                                                                                              |
| Dél-Korea · köztársaság                      | I Mjongbak (2008–2013), lista | Csong Uncshan (2009–2010) Kim Hvangsik (2010–2013), lista                                                                               |
| Egyesült Arab Emírségek · abszolút monarchia | Halífa bin Zájed Ál Nahaján (2004–2022), lista * Abu-Dzabi Halífa bin Zájed Ál Nahaján (2004–2022) * Adzsmán Humajd ibn Rásid an-Nuajmi (1981–) * Dubaj Mohammed bin Rásid ál-Maktúm (2006–) * Fudzsejra Hamad ibn Muhammad as-Sarki (1974–) * Rász el-Haima Szakr ibn Muhammad al-Kászimi (1948–2010) Szaúd ibn Szakr al-Kászimi (2010–) * Sardzsa Szultán ibn Muhammad al-Kászimi (1987–) * Umm al-Kajvajn Szaúd ibn Rásid al-Mualla (2009–) | Mohammed bin Rásid ál-Maktúm (2006–), lista                                                                                             |
| Észak-Korea · népköztársaság                 | Kim Dzsongil (1993–2011), országvezető Kim Dzsongil (1997–2011), pártfőtitkár Kim Jongnam (1998–2019), Legfelső Népi Gyűlés elnöke | Kim Jongil (2007–2010) Cshö Jongrim (2010–2013), lista                                                                                  |
| Fülöp-szigetek · köztársaság                 | Gloria Macapagal-Arroyo (2001–2010) Benigno Aquino III (2010–2016), lista * Mindanao Ansaruddin Alonto-Adiong (2009–2011), kormányzó | elnök tölti be a kormányfői posztot is                                                                                                  |
| India · köztársaság                          | Pratibha Patil (2007–2012), lista | Manmohan Szingh (2004–2014), lista |
| Indonézia · köztársaság                      | Susilo Bambang Yudhoyono (2004–2014), lista | elnök tölti be a kormányfői posztot is                                                                                                  |
| Irak · köztársaság                           | Dzselál Tálebáni + Gázi Mászál Ázsil ál-Jáver + Tariq Al-Hashimi (2006–2010), Irak Elnöki Tanácsa Dzselál Tálebáni (2010–2014), lista * Kurdisztán Maszúd Bárzáni (2005–2017) | Núri el-Máliki (2006–2014), lista * Kurdisztán Barhám Szálih (2009–2012)                                                                |
| Irán · köztársaság                           | Ali Hámenei (1989–), legfelsőbb vallási-szellemi vezető Mahmud Ahmadinezsád (2005–2013), elnök | elnök tölti be a kormányfői posztot is                                                                                                  |
| Izrael · köztársaság                         | Simón Peresz (2007–2014), lista | Benjámín Netanjáhú (2009–2021), lista                                                                                                   |
| Japán · parlamentáris monarchia              | Akihito japán császár (1989–2019) | Hatojama Jukio (2009–2010) Kan Naoto (2010–2011), lista                                                                                 |
| Jemen · köztársaság                          | Ali Abdulláh Száleh (1978–2012), lista | Ali Mohammed Mudzsávar (2007–2011), lista                                                                                               |
| Jordánia · alkotmányos monarchia             | II. Abdulláh király (1999–) | Szamír al-Rifái (2009–2011), lista |
| Kambodzsa · parlamentáris monarchia          | Norodom Szihamoní király (2004–) | Hun Szen (1985–2023), lista |
| Katar · abszolút monarchia                   | Hamad ibn Halífa Ál Száni emír (1995–2013) | Hamad ibn Dzsásszim ibn Dzsáber Ál Száni (2007–2013), lista                                                                             |
| Kazahsztán · köztársaság                     | Nurszultan Nazarbajev (1990–2019), lista | Karim Maszimov (2007–2012), lista |
| Kelet-Timor · köztársaság                    | José Ramos-Horta (2007–2012), lista | Xanana Gusmão (2007–2015), lista |
| Kína · népköztársaság                        | Hu Csin-tao (2002–2012), pártfőtitkár Hu Csin-tao (2003–2013), elnök | Ven Csia-pao (2003–2013), lista · * Hongkong · Donald Tsang (2005–2012), főminiszter · * Makaó · Fernando Chui (2009–2019), főminiszter |
| Kirgizisztán · köztársaság                   | Kurmanbek Bakijev (2005–2010) Roza Otunbajeva (2010–2011), lista | Danyijar Uszenov (2009–2010) Almazbek Atambajev (2010–2011), lista                                                                      |
| Kuvait · alkotmányos monarchia               | IV. Szabáh emír (2006–2020) | Nászer al-Mohammed al-Ahmed Asz-Szabáh (2006–2011), lista                                                                               |
| Laosz · népköztársaság                       | Csummali Szajaszon (2006–2016), pártfőtitkár Csummali Szajaszon (2006–2016), elnök | Buaszon Buphavany (2006–2010) Thongszing Thammavong (2010–2016), lista                                                                  |
| Libanon · köztársaság                        | Michel Szulejmán (2008–2016), lista | Száad Hariri (2009–2011), lista |
| Malajzia · parlamentáris monarchia           | Mizan Zainal Abidin szultán (2006–2011) | Najib Razak (2009–2018), lista |
| Maldív-szigetek · köztársaság                | Mohamed Nasheed (2008–2012), lista | elnök tölti be a kormányfői posztot is                                                                                                  |
| Mianmar · köztársaság                        | Than Sve (1992–2011), lista | Thein Szein (2007–2011), lista |
| Mongólia · köztársaság                       | Cakiágín Elbegdordzs (2009–2017), lista | Szükbátarin Batbold (2009–2012), lista                                                                                                  |
| Nepál · köztársaság                          | Ram Baran Yadav (2008–2015), elnök | Madhav Kumar Nepal (2009–2011), lista                                                                                                   |
| Omán · abszolút monarchia                    | Kábúsz ibn Szaíd ománi szultán (1970–2020) | a szultán tölti be a miniszterelnöki posztot is                                                                                         |
| Pakisztán · köztársaság                      | Aszif Ali Zardari (2008–2013), lista | Júszaf Raza Gíláni (2008–2012), lista                                                                                                   |
| Palesztina · köztársaság                     | Mahmúd Abbász (2005–), lista | Szalám Fajjád (2007–2013), lista |
| Srí Lanka · köztársaság                      | Mahinda Rajapakse (2005–2015), lista | Ratnasiri Wickremanayake (2005–2010) D. M. Jayaratne (2010–2015), lista                                                                 |
| Szaúd-Arábia · abszolút monarchia            | Abdullah király (2005–2015) | A király egyben a kormányfő is |
| Szingapúr · köztársaság                      | Sellapan Ramanathan (1999–2011), lista | Li Hszien Lung (2004–2024), lista |
| Szíria · köztársaság                         | Bassár el-Aszad (2000–2024), lista | Muhammad Nádzsi al-Otari (2003–2011), lista                                                                                             |
| Tajvan · köztársaság                         | Ma Jing-csiu (2008–2016), lista | Vu Ten-ji (2009–2012), lista |
| Tádzsikisztán · köztársaság                  | Emomali Rahmon (1992–), lista | Oqil Oqilov (1999–), lista * Hegyi-Badahsáni autonóm terület Kadir Kaszimov (2006–2013), kormányfő                                      |
| Thaiföld · parlamentáris monarchia           | Bhumibol Aduljadezs király (1946–2016) | Aphiszit Vetcsacsiva (2008–2011), lista                                                                                                 |
| Törökország · köztársaság                    | Abdullah Gül (2007–2014), lista | Recep Tayyip Erdoğan (2003–2014), lista                                                                                                 |
| Türkmenisztán · köztársaság                  | Gurbanguly Berdimuhamedow (2006–2022), lista | elnök tölti be a kormányfői posztot is                                                                                                  |
| Üzbegisztán · köztársaság                    | Islom Karimov (1991–2016), lista | Shavkat Mirziyoyev (2003–2016), lista                                                                                                   |
| Vietnám · népköztársaság                     | Nong Duc Manh (2001–2011), pártfőtitkár Nguyen Minh Triet (2006–2011), államfő | Nguyen Tan Dung (2006–2016), lista |

## Óceánia
| Ország                                            | Államfő | Kormányfő |
| ------------------------------------------------- | --- | --- |
| Amerikai Szamoa · USA külbirtok                   | Togiola Tulafono (2003–2012), kormányzó | kormányzó tölti be a kormányfői posztot is |
| Ausztrália · parlamentáris monarchia              | II. Erzsébet Ausztrália királynője (1952–2022) · Quentin Bryce (2008–2014), főkormányzó · * Karácsony-sziget Ausztrália külterülete · Brian Lacy (2009–2014), adminisztrátor · * Kókusz (Keeling)-szigetek Ausztrália külterülete · Brian Lacy (2009–2014), adminisztrátor · * Norfolk-sziget Ausztrália külbirtoka · Owen Walsh (2007–2012), adminisztrátor | Kevin Rudd (2007–2010) Julia Gillard (2010–2013), lista |
| Északi-Mariana-szigetek · USA külbirtok           | Barack Obama (2009–), elnök Benigno R. Fitial (2006–2013), kormányzó | kormányzó tölti be a kormányfői posztot is |
| Fidzsi-szigetek · köztársaság                     | Ratu Epeli Nailatikau (2009–2015), lista | Frank Bainimarama (2007–2014), lista |
| Francia Polinézia · Franciaország külterülete     | Adolphe Colrat (2008–2011), főbiztos Elnök: Oscar Temaru (2011–) | |
| Kiribati · köztársaság                            | Anote Tong (2003–2016), lista | elnök tölti be a kormányfői posztot is |
| Marshall-szigetek · köztársaság                   | Jurelang Zedkaia (2009–2012), lista | elnök tölti be a kormányfői posztot is |
| Mikronézia · köztársaság                          | Manny Mori (2007–2015), lista | elnök tölti be a kormányfői posztot is |
| Nauru · köztársaság                               | Marcus Stephen (2007–2011), lista | elnök tölti be a kormányfői posztot is |
| Palau · köztársaság                               | Johnson Toribiong (2009–2013), lista | elnök tölti be a kormányfői posztot is |
| Pápua Új-Guinea · parlamentáris monarchia         | II. Erzsébet Pápua Új-Guinea királynője (1975–2022) Sir Paulias Matane (2004–2010) Jeffery Nape (2010) Michael Ogio (2010–2017), főkormányzó * Bougainville autonóm terület James Tanis (2008–2010) John Momis (2010–2020), elnök | Sir Michael Somare (2002–2011) Sam Abal (2010–2011), lista |
| Pitcairn-szigetek · Egyesült Királyság külbirtoka | II. Erzsébet a Pitcairn-szigetek királynője (1952–2022) George Fergusson (2006–2010) Vicki Treadell (2010–2014), kormányzó | |
| Salamon-szigetek · parlamentáris monarchia        | II. Erzsébet a Salamon-szigetek királynője (1978–2022) Frank Kabui (2009–2019), főkormányzó | Derek Sikua (2007–2010) Danny Philip (2010–2011), lista |
| Szamoa · parlamentáris monarchia                  | Tufuga Efi (2007–2017), Szamoai O le Ao o le Malo | Tuilaepa Aiono Sailele Malielegaoi (1998–2021), lista |
| Tonga · alkotmányos monarchia                     | V. Tupou György király (2006–2012) | Feleti Sevele (2006–2010) Sialeʻataonga Tuʻivakanō (2010–2014), lista |
| Tuvalu · parlamentáris monarchia                  | II. Erzsébet Tuvalu királynője (1978–2022) Filoimea Telito (2005–2010) Iakoba Italeli (2010–2019), főkormányzó | Apisai Ielemia (2006–2010) Willy Telavi (2010–2013), lista |
| Új-Kaledónia · Franciaország külterülete          | Yves Dassonville (2007–2010) Albert Dupuy (2010–2013), főbiztos | Philippe Gomés (2009–2011), főminiszter |
| Új-Zéland · parlamentáris monarchia               | II. Erzsébet Új-Zéland királynője (1952–2022) · Anand Satyanand (2006–2011), főkormányzó · * Cook-szigetek Új-Zéland társult állama · Frederick Goodwin (2001–2013), a királynő képviselője · * Niue Új-Zéland társult állama · Anand Satyanand (2006–2011) · * Tokelau-szigetek Új-Zéland területe · John Allen (2009–2011), adminisztrátor                 | John Key (2008–2016), lista · * Cook-szigetek Új-Zéland autonóm területe · Jim Marurai (2004–2010) · Henry Puna (2010–2020), lista · * Niue Új-Zéland társult állama · Toke Talagi (2008–2020), miniszterelnök · * Tokelau-szigetek Új-Zéland területe · Foua Toloa (2009–2010) · Kuresa Nasau (2010–2011), lista |
| Vanuatu · köztársaság                             | Iolu Abil (2009–2014), lista | Edward Natapei (2008–2010) Sato Kilman (2010–2013), lista |
| Wallis és Futuna Franciaország külterülete        | Philippe Paolantoni (2008–2010) Michel Jeanjean (2010–2013), főadminisztrátor | Victor Brial (2007–2010) Siliako Lauhea (2010–2011), közgyűlési elnök |

## Lásd még
- Választások 2010-ben
- Kortárs uralkodók listája